# Tungareo
Tungareo är en ort i Mexiko.   Den ligger i kommunen Maravatío och delstaten Michoacán de Ocampo, i den södra delen av landet, 140 km väster om huvudstaden Mexico City. Tungareo ligger 2 029 meter över havet och antalet invånare är 4 597.
Terrängen runt Tungareo är kuperad åt nordost, men åt sydväst är den platt. Runt Tungareo är det ganska tätbefolkat, med 104 invånare per kvadratkilometer. Närmaste större samhälle är Maravatío, 8,4 km väster om Tungareo. Omgivningarna runt Tungareo är en mosaik av jordbruksmark och naturlig växtlighet.